# Порту-Санту (аеропорт)
Аеропорт Порту-Санту (порт. Aeroporto de Porto Santo (IATA: PXO, ICAO: LPPS)) — аеропорт, розташований у Віла-Балейра, адміністративному центрі острова Порту-Санту, Мадейра.

## Історія
Аеропорт відкрито в 1960 році, ЗПС тоді була завдовжки 2000 м. перший рейс виконав TAP Air Portugal Douglas DC-4 20 липня 1960. З часом злітно-посадкова смуга була подовжена до 2440 метрів. Останню модернізацію аеропорту завершено 28 серпня 1995 року, коли відкрито новий пасажирський термінал та нове збільшення довжини злітно-посадкової смуги, яка досягла 3000 м.

## Авіалінії та напрямки, березень 2020
| Авіакомпанія     | Пункт призначення                             |
| ---------------- | --------------------------------------------- |
| Albastar         | Сезонний чартер: Мілан-Бергамо                |
| Binter Canarias  | Мадейра                                       |
| Condor           | Сезонний: Дюссельдорф                         |
| Eurowings        | Сезонний: Кельн/Бонн (з 9 травня 2020)        |
| Sevenair         | Мадейра                                       |
| TAP Air Portugal | Лісабон                                       |
| TUI Airways      | Сезонний: Бірмінгем, Лондон-Гатвік, Манчестер |
| TUI fly Belgium  | Сезонний: Брюссель                            |